# کازوتو نیشیدا
کازوتو نیشیدا (انگلیسی: Kazuto Nishida؛ زادهٔ ۲۸ آوریل ۱۹۹۸) بازیکن فوتبال اهل ژاپن است.
از باشگاه‌هایی که در آن بازی کرده‌است می‌توان به باشگاه فوتبال گامبا اوساکا اشاره کرد.